# Eschweiler Stadtwald

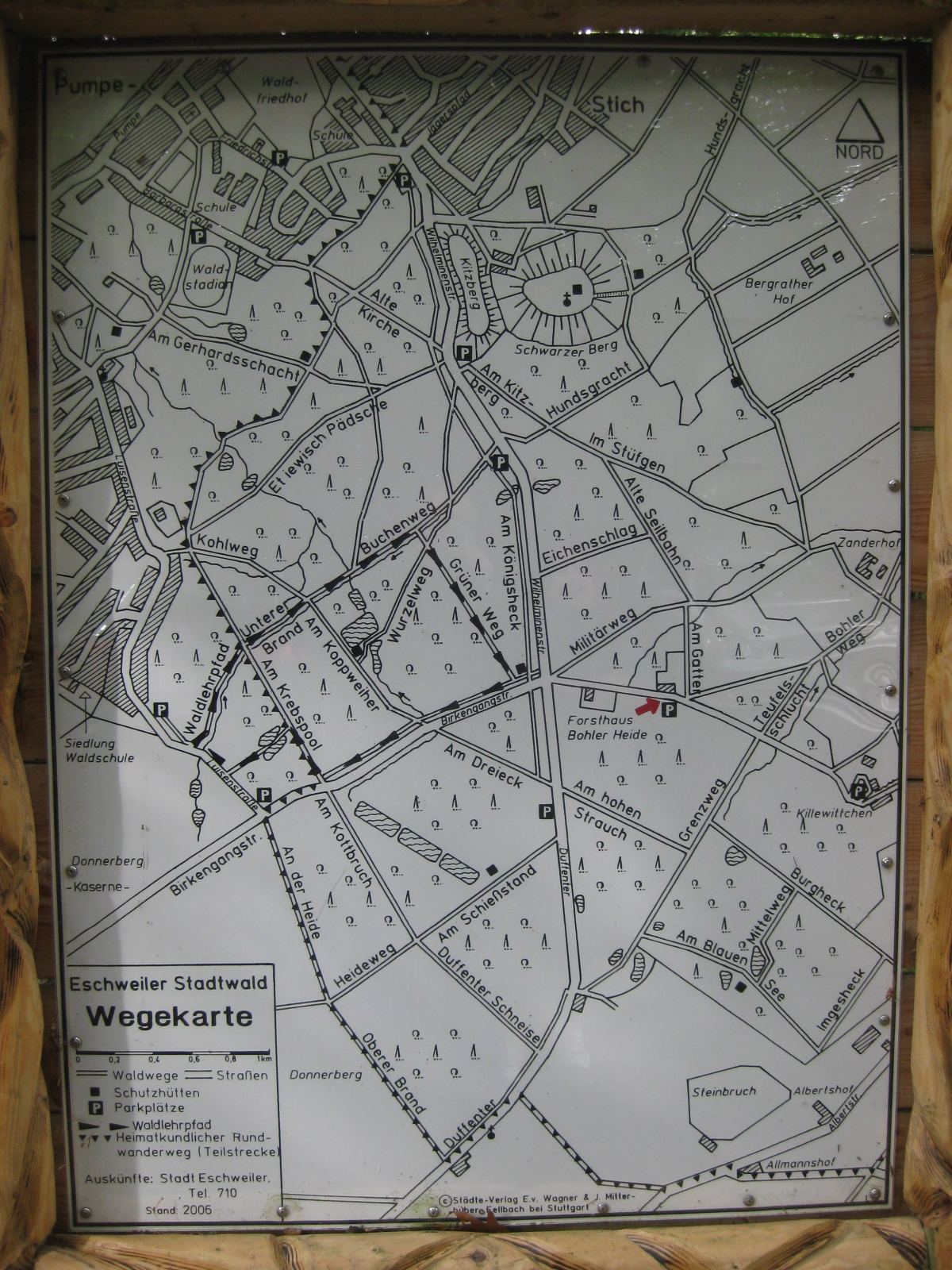
Wegeplan des Stadtwalds

Der Eschweiler Stadtwald ist ein etwa 350 ha großes Waldgebiet im Süden des Eschweiler Stadtgebiets mit einer Höhenlage zwischen 170 und 260 m ü. NN und ebenem bis schwach welligem Gelände im westlichen Nordrhein-Westfalen.
Landschaftlich gehört er zu den Wuchsgebieten Vennvorland und Nordeifel als Teil der Eifel. Er ist Teil des Regionalforstamts Rureifel-Jülicher Börde und ein wirtschaftlich genutzter Erholungswald von guter Qualität. Er ist nach dem Propsteier Wald das größte zusammenhängende Waldgebiet der Stadt.

## Aufteilung

Lage des Stadtwaldes

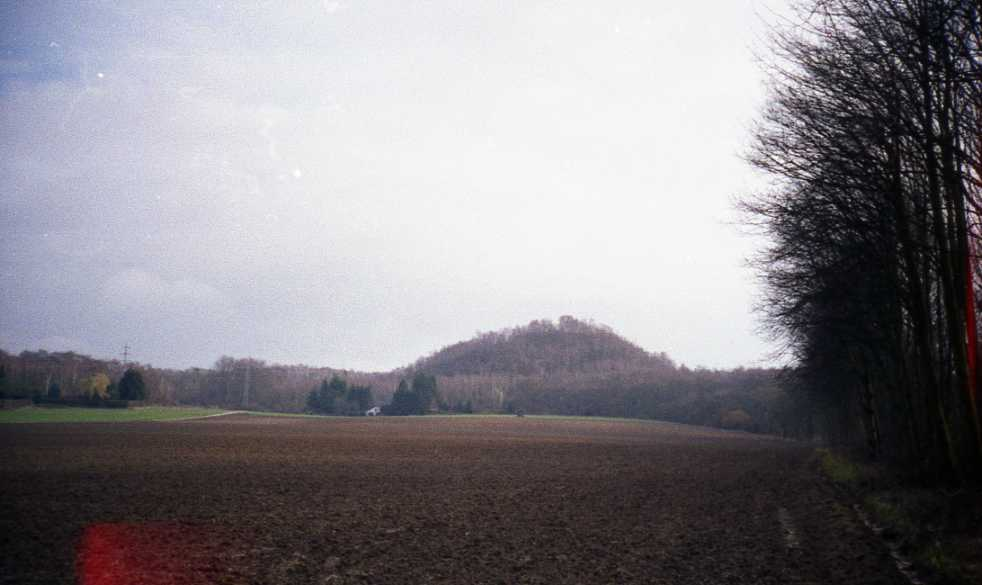
Schwarzer Berg

In unmittelbarer Nähe liegen die Stadtteile Siedlung Waldschule und Pumpe-Stich sowie die Donnerberg-Kaserne. Durch zwei Straßen, die sich genau in der Waldmitte kreuzen, wird der Stadtwald in vier annähernd gleich große Viertel geteilt.
Im nordwestlichen Teil befindet sich der Trimm-Dich-Pfad, eine Teilstrecke des heimatkundlichen Rundwanderwegs, die am 13. Dezember 1994 vom Eschweiler Geschichtsverein eingerichtete Pinge wie vor 600 Jahren und das größte Gewässer, der „Koppweiher“.
Die höchsten künstlichen Erhebungen sind der „Schwarze Berg“ und der benachbarte „Kitzberg“ im nordöstlichen Bereich am Ende der Hundsgracht bei Bergrath. Dort am Stadtwald lagen die „Grube Centrum“ und der „Kronprinzschacht“.
Im Südwesten liegen Fischweiher, und im Südosten befinden sich das Forsthaus „Bohler Heide“, das Ausflugslokal „Bohler Heide“ mit Damwildgehege und die 1947 gebaute Waldschänke „Killewittchen“, deren Name an das gleichnamige sagenhafte Zwergenvolk erinnert. Beim Killewittchen stand Anfang des 20. Jahrhunderts ein Fachwerkhaus, das als Bürogebäude der Hastenrather Kalksteinbrüche des Eschweiler Bergwerksvereins EBV diente. Am südöstlichen Stadtwaldrand befinden sich die „Hastenrather Kalkwerke“, deren heutige Produktion Dünge-, Bau- und Industriekalke umfasst, sowie die ehemalige Grube Albert.
Für Wanderer gibt es im Stadtwald ferner vier ausgewiesene Parkplätze und sieben Schutzhütten. Eine ehemals auf dem etwa 50 m hohen „Schwarzen Berg“ gelegene Schutzhütte wurde wegen wiederholtem Vandalismus aufgegeben.

## Geschichte

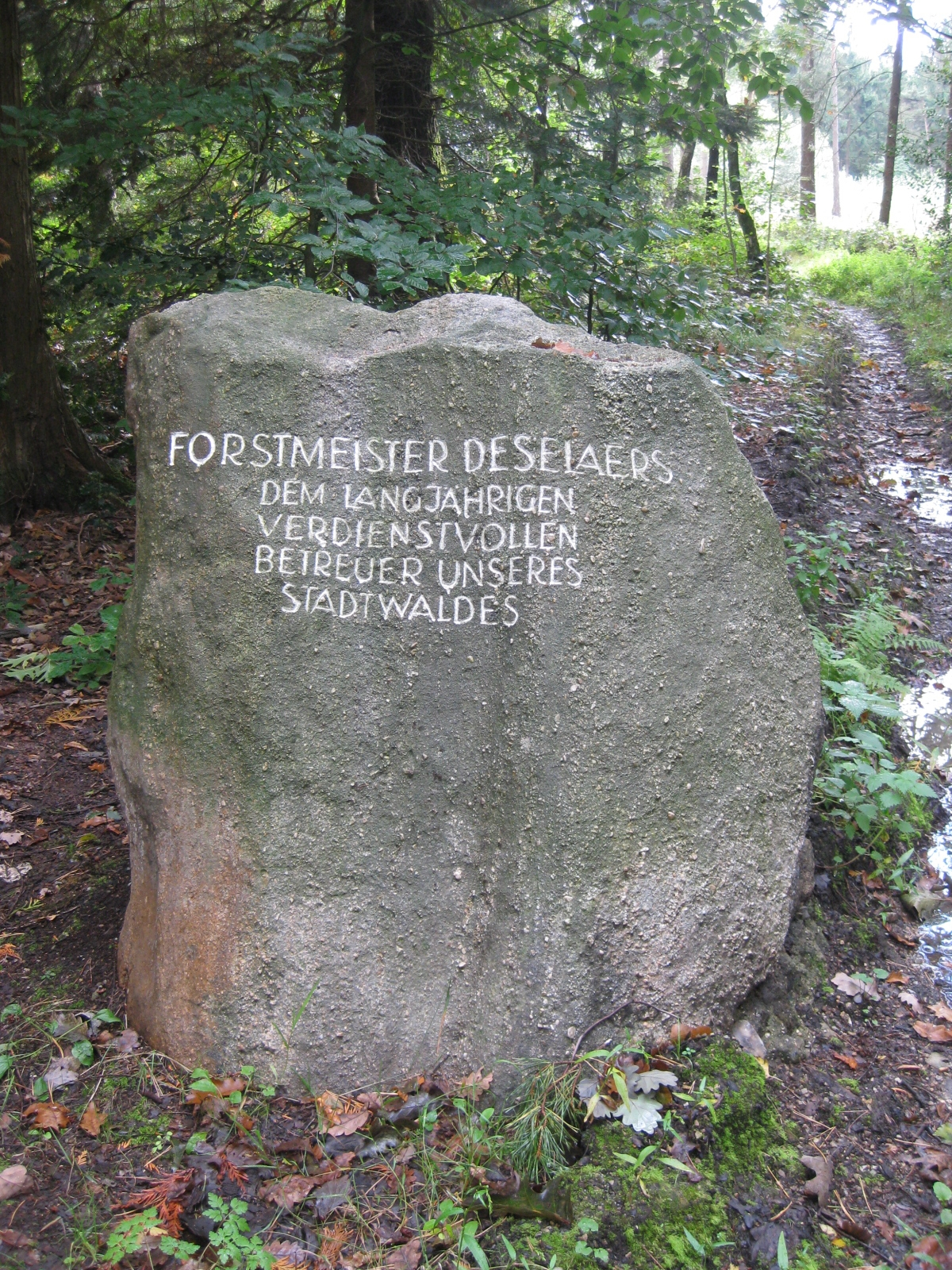
Gedenkstein

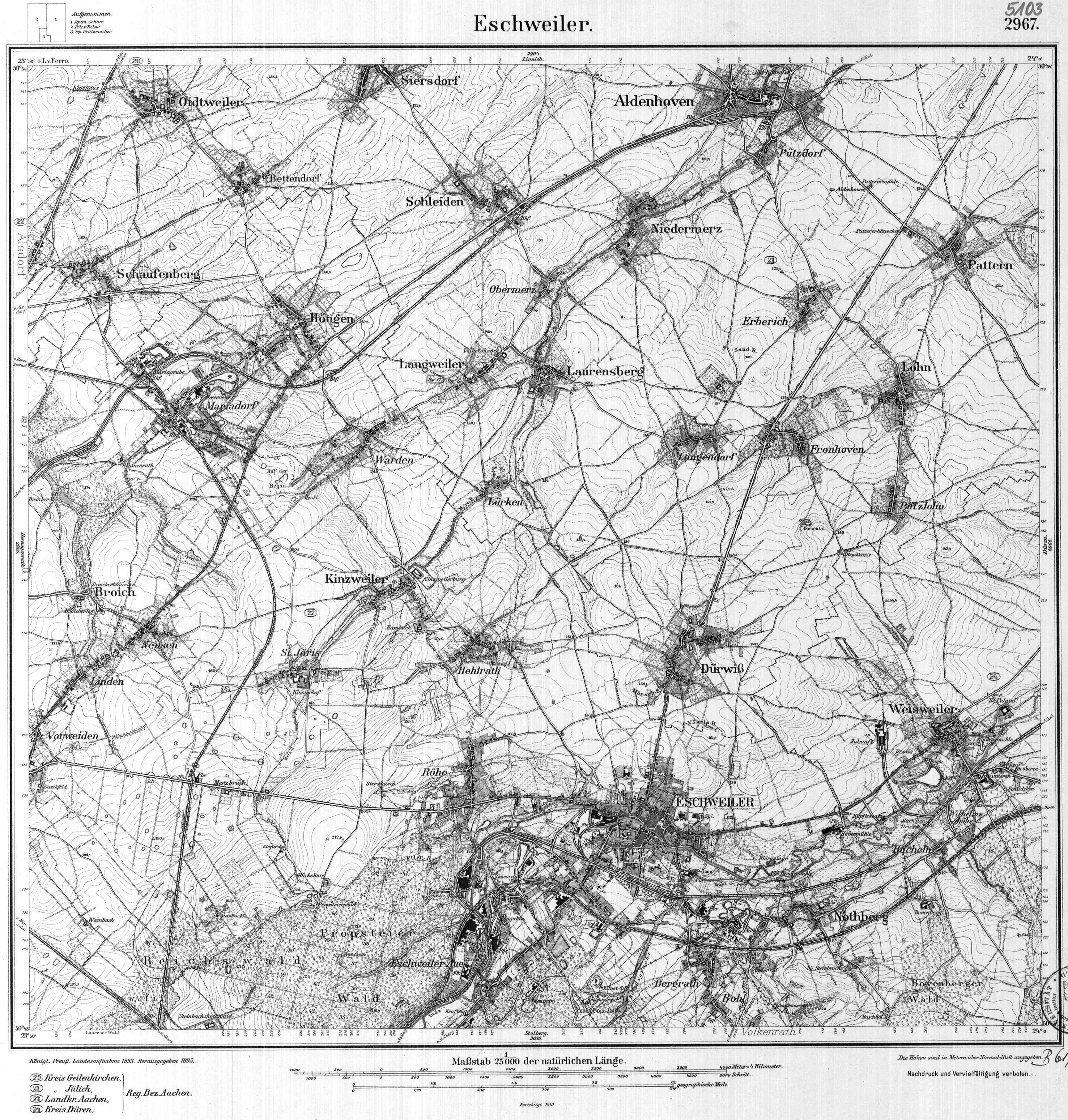
Eschweiler Stadtwald um 1900
nördlicher Teil

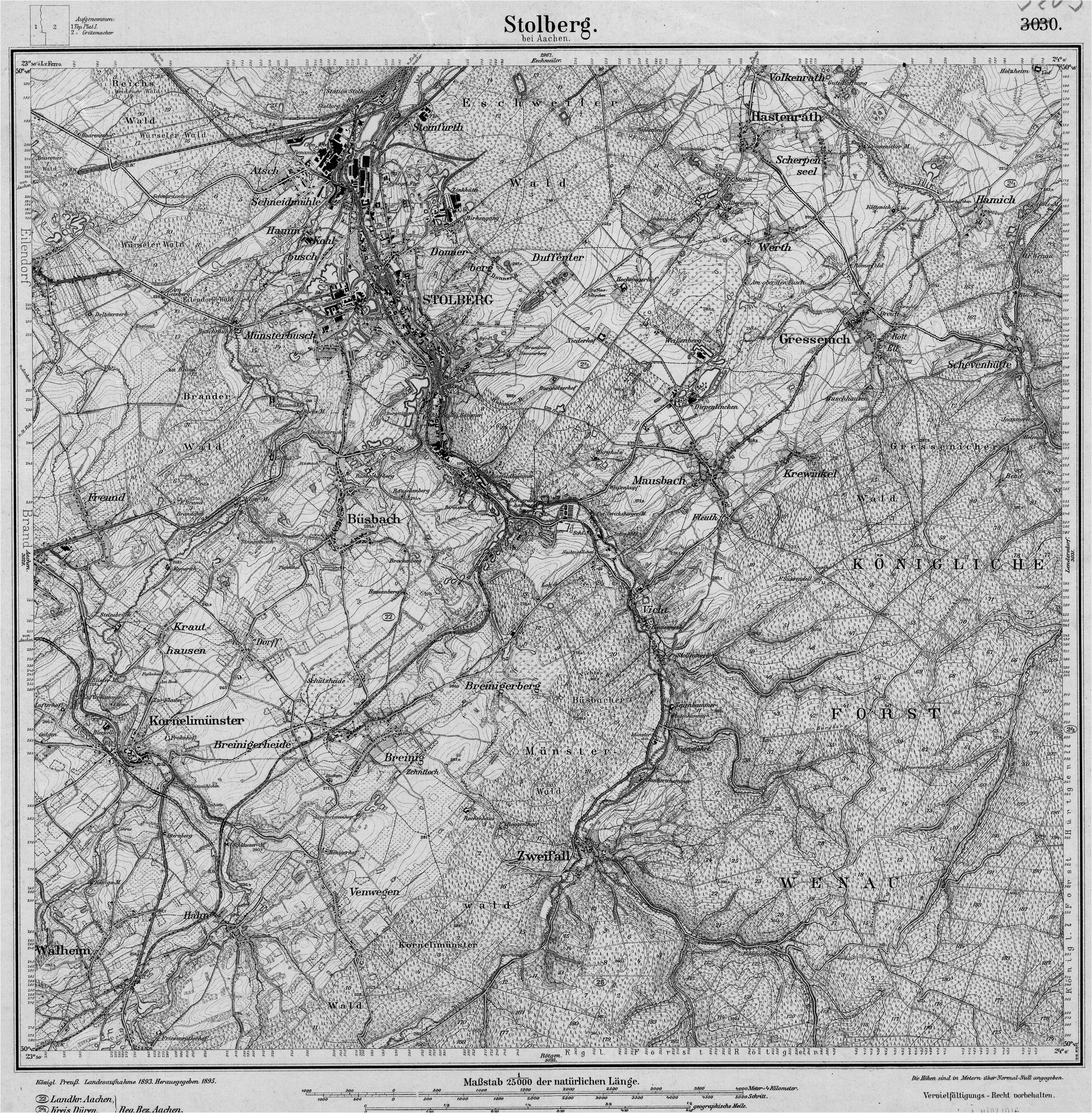
Eschweiler Stadtwald um 1900
südlicher Teil

Vermutlich ist der heutige Stadtwald aus früherem fränkischen Besitz hervorgegangen. Ende des 18. Jahrhunderts entstanden die Gemeindewaldungen aufgrund verschiedener Teilungen des landesherrlichen Waldes. Das älteste, 1854 aufgestellte Forstbetriebswerk wies eine Fläche von 481 ha im Gegensatz zu den heutigen 350 ha aus, 1910 noch 454 ha. Zu größeren Beschädigungen kam es durch die Immissionen der Zinkhütte Birkengang und den Zweiten Weltkrieg. Die Immissionen machten etwa 40 % der Waldfläche forstlich unbrauchbar. Eine Vergrößerung der auf 249 ha geschrumpften Stadtwaldfläche um über 70 ha fand 1953 statt, und 1966 wurden weitere 24 ha im Süden angekauft.
Im Bereich des Stadtwaldes liegen viele ehemalige Schächte der 1891 stillgelegten Grube Centrum: Förderschacht Altgroßkohl, Förderschacht Christine, Förderschacht Durchfahrt, Förderschacht Friedrich Wilhelm, Förderschacht Gyr, Förderschacht Kronprinz, Förderschacht Louise, Förderschacht Wilhelmine, Hauptkunstschacht Gerhard, Kunstschacht Neugroßkohl, Kunstschacht Padtkohl, Wetterschacht Centrum sowie weitere Wetterschächte, Herrenkunstschächte und ein Lichtloch zur Herrenkunstsohle.

## Geologischer Lehrpfad
Durch den Eschweiler Stadtwald verläuft der geologische Lehrpfad. Station 1 liegt auf dem „Schwarzen Berg“, Station 2 im Bereich der ehemaligen Grube Centrum, Station 3 am „Iewisch Pädsche“, Station 4 an der Duffenter Schneise, Station 5 am inzwischen mit Wasser gefüllten ehemaligen Steinbruch im Südosten und Station 6 im Steinbruch der Kalkwerke bei Hastenrath und in der Nähe der Grube Albert.

## Bodenverhältnisse und Ökosystem
Etwa ein Drittel sind als Naturschutzgebiet Bergbauwuestungszone im Eschweiler Wald ausgewiesen, die restlichen zwei Drittel als Landschaftsschutzgebiet. Ferner wurden  besonders alter und prägender Baumbestand sowie geschützte Landschaftsbestandteile wie Laichbiotope als Naturdenkmale deklariert.
Der Stadtwald ist von kleinräumig wechselnden Bodenverhältnissen und Geländestrukturen charakterisiert, in denen Steinkohlentagebau und Pingen im nördlichen Bereich sowie Quarzit- und Lehmabbau in Form von Halden und Gräben ihre Spuren hinterlassen haben. Am 13. Dezember 1994 richtete der Eschweiler Geschichtsverein im Stadtwald eine Pinge wie vor 600 Jahren ein.
Das Ökosystem des Stadtwaldes beinhaltet Vögel, Fledermäuse, Amphibien und Waldameisen.  Der mittlere Jahresniederschlag beträgt 820 mm, die Frostperiode dauert von frühestens Ende September bis spätestens Ende Mai, und die mittlere Jahrestemperatur in der Vegetationsperiode beträgt 15 °C.
Die Baumarten sind Fichte (27 %), Birke, Erle, Hainbuche, Wildkirsche, und Roteiche (25 %), Eiche (22 %), Kiefer (15 %) sowie Buche, Ahorn und Esche (11 %). Wildlebende Tiere sind Reh, Feldhase, Kaninchen, Fasan, Wildtaube, Graureiher, Fuchs, Iltis, Wiesel, Bussard, Habicht und Turmfalke.

## Verkehrsanbindung
Die AVV-Linie 48 der ASEAG bedient die Haltestelle Eschweiler Stadtwald und sorgt für Verbindungen nach Eschweiler-Mitte und Stolberg.
| Linie | Verlauf |
| ----- | --- |
| 48    | Stolberg Mühlener Bf – Birkengang – Donnerberg – Donnerberg Kaserne – Eschweiler Stadtwald – Waldsiedlung – Pumpe-Stich – Eschweiler Hbf – Röthgen – Odilienstraße – Krankenhaus – Eschweiler Bushof – Vöckelsberg |